# Epinephelus lanceolatus
Epinephelus lanceolatus је зракоперка из реда Perciformes и фамилије Serranidae. Највећа је коштана риба на подручју коралних гребена.

## Угроженост
Ова врста се сматра рањивом у погледу угрожености врсте од изумирања.

## Распрострањење
Ареал врсте Epinephelus lanceolatus обухвата већи број држава на ободу Пацифика и Индијског океана. 
Врста је присутна у Аустралији, Кини, Индонезији, Хонгконгу, Индији, Тајланду, Малезији, Филипинима, Јапану, Пакистану, Јужноафричкој Републици, Малдивима, Оману, Сједињеним Америчким Државама, Ирану, Саудијској Арабији, Сомалији, Мадагаскару, Кенији, Танзанији, Самои, Соломоновим острвима, Тонги, Кирибатима, Фиџију, Маршалским острвима, Тувалуу, Палауу, Вануатуу, Науруу, Папуи Новој Гвинеји, Коморима, Џибутију, Еритреји, Маурицијусу, Сејшелима, Камбоџи, Сингапуру, Шри Ланци, Јемену, Америчкој Самои, Куковим острвима и Гваму.

## Станиште
Станишта врсте су морски екосистеми.